# Distretto militare di Vilnius

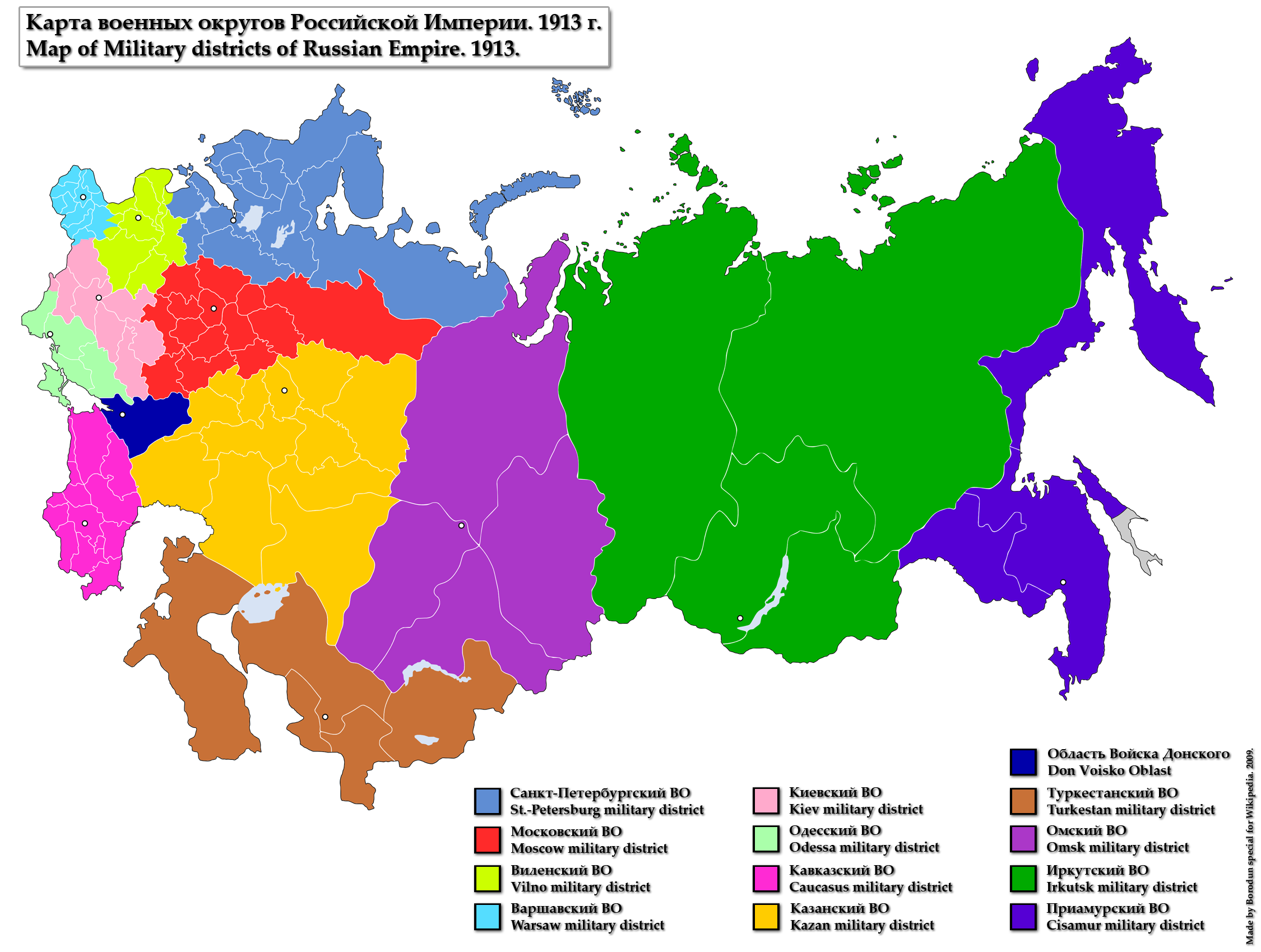
Distretti militari dell'Impero russo

Il Distretto militare di Vilnius (in russo: Ви́ленский вое́нный о́круг) fu un distretto militare dell'Impero russo istituito nel 1862 che comprendeva la Lituania (tranne il Territorio di Memel), parte della Bielorussia, della Lettonia e della Polonia, che venne dissolto all'inizio della prima guerra mondiale nel luglio 1914.

## Storia
Il distretto venne creato il 6 luglio 1862. Il quartier generale era situato a Vilnius, in precedenza appartenuto al 1º Corpo d'armata che venne rimpiazzato. Nel 1864, venne aperta la Vilna Junker Infantry School per addestrare nuovi ufficiali.
Nel 1870, aveva la più alta concentrazione di truppe dopo il distretto militare di Varsavia, con 78.180 soldati. Nel 1871, nel distretto erano presenti solamente sette divisioni di fanteria, una brigata di cavalleria, una di sminamento e quattro battaglioni di riserva. Il comandante del distretto spesso ricopriva anche la carica di governatore generale di Vilnius. 
Il 17 luglio 1914, poco prima dell'inizio della Grande guerra, venne introdotta la legge marziale nel distretto e il distretto militare di Vilnius divenne il distretto militare di Dvinsk. Le unità del distretto costituirono la 1ª Armata russa sotto il comando di Paul von Rennenkampf.

## Unità
Queste unità erano quelle presenti nel distretto allo scoppio della guerra nel 1914:
- 2º Corpo d'armata
- 3º Corpo d'armata
- 4º Corpo d'armata
- 20º Corpo d'armata